# Apatigris
Az Apatigris 2020 és 2023 között vetített magyar fejlesztésű vígjátéksorozat, melyet Herczeg Attila (1. évad), Kovács Dániel Richárd (2. évad), Kovács István (2. évad), Szilágyi Fanni (3. évad) és Tasnádi István (3. évad) rendezett.
A főszerepben Scherer Péter, Rujder Vivien, Schmidt Sára és Michl Júlia láthatók. Az első epizódját 2020. április 12-én mutatta be az RTL Klub televíziós csatorna.
A harmadik évadot az RTL+ mutatta be 2023. január 18-án.
3. évad után véget ért a sorozat.

## Ismertető
Péter egyedülálló apaként neveli három lányát. Vivien, Laura és Szandra lassan kirepülnek és önálló életet kezdenek. Péter emiatt kezdi egyedül érezni magát, ezért újra párkeresésbe kezd.

## Szereplők

### Főszereplők
| Név                | Színész          | Leírás | Évad |
| ------------------ | ---------------- | --- | ---- |
| Labanc Péter       | Scherer Péter    | Jószívű, jó humorú úszómester, aki egyedül nevelte fel három lányát. Most, hogy az utolsó madárka is kirepül a családi fészekből, hősünk elhatározza, hogy valóra vált mindent, amit az elmúlt húsz évben kihagyott. Először is keres egy normális társat.                       | 1–3  |
| Labanc Vivien      | Rujder Vivien    | Péter legnagyobb lánya. Komoly, dolgozó nő, aki felnőtt, felelősségteljes társra vágyik. A családban távollévő anyja helyére kellett lépnie, ezért anyáskodik két húga felett. Előszeretettel szól bele mások életébe. Van benne mártírkodásra való hajlam. Anya szeretne lenni. | 1–3  |
| Labanc Laura       | Schmidt Sára     | Péter középső lánya. Könnyen kezelhető, kompromisszumkész alkat. Ugyanakkor a három lány közül a legromantikusabb. Jogi egyetemre jár, de szíve mélyén színésznő szeretne lenni; van is hozzá tehetsége. Vonzódik a kalandokhoz és a művészetekhez.                              | 1–3  |
| Labanc Szandra     | Michl Júlia      | Péter legkisebb lánya, akit évekig az anyja nevelt. Egy igazi Lolita. Cinikus életszemlélet és vitriolos beszólások jellemzik. Nehezen jön ki két nővérével, és úgy alapból a világgal.                                                                                          | 1–3  |
| Gyarmathy Glória   | Ónodi Eszter     | Péter kolléganője. Péter szerelmes belé, de van egy férje és egy fia. | 2–3  |
| Kovács Katalin     | Für Anikó        | Péter volt felesége, a lányok édesanyja. | 1–3  |
| Martinovics Kornél | Simon Kornél     | Egy tűzoltó, aki egy szép napon gondolt egyet, és nyitott egy kávézót. Laza, jó humorú. Polli volt párja. | 1–3  |
| Gerő Gábor         | Medveczky Balázs | Világutazó kalandor, akinek tényleg színház az egész világ. Javíthatatlan romantikus, akinek azt sem szabad elhinni, amit kérdez. | 1–3  |
| Gombos Artúr       | Kamarás Iván     | Péter szomszédja. Ügyvéd, playboy. Mottója: „félévente új nő, új kocsi”. Barátnőjét, Kittit ugyanúgy tárgyként kezeli, mint a vásárolt szép dolgokat. Kittit azonban Szandrával csalja.                                                                                          | 1    |
| Gombos Artúr       | Árpa Attila      | Péter szomszédja. Ügyvéd, playboy. Mottója: „félévente új nő, új kocsi”. Barátnőjét, Kittit ugyanúgy tárgyként kezeli, mint a vásárolt szép dolgokat. Kittit azonban Szandrával csalja.                                                                                          | 2    |
| Kurucz Dorka       | Gryllus Dorka    | Vonzó, elvált, diplomás nő, aki egész mást mutat a külvilág felé, mint négy fal között. Titkos szenvedélyére a karrierje és a magánélete is rámehet. | 1    |
| Juhász Kriszta     | Balla Eszter     | A Professzor lánya. Protokollszakértő. A munkában pedáns és konzervatív, a magánéletében viszont laza, sőt szabados. | 1    |

### Mellékszereplők
| Név                       | Színész                                                     | Leírás | Évad |
| ------------------------- | ----------------------------------------------------------- | --- | ---- |
| Major Nóri                | Walters Lili                                                | Szandra barátnője. Szerelmes Gáborba. | 1–3  |
| Martinovics Miki          | Krausz Gábor                                                | Kornél testvére. | 2–3  |
| Gerő Lujzi                | Benke Alina, Benke Zina, Miklós Kamilla Olívia, Fábián Lili | Gábor és Laura gyermeke, Péter és Katalin unokája. | 2    |
| Gerő Lujzi                | Zsarnócky Lilien Bella, Wágner Adèl Júlia                   | Gábor és Laura gyermeke, Péter és Katalin unokája. | 3    |
| Gelencsér Bence           | Hagya Bence                                                 | Feri és Glória fia. | 2    |
| Gelencsér Bence           | Katona Péter Dániel                                         | Feri és Glória fia. | 3    |
| Margit                    | Hernádi Judit                                               | Az uszoda takarítója. | 3    |
| Dr. Békéssy Antal         | Lengyel Tamás                                               | Ügyvéd. | 3    |
| Barbi                     | Hartai Petra                                                | Laura volt egyetemi szaktársa. Békéssy asszisztense. | 3    |
| Bálint                    | Dér Zsolt                                                   | Pincér, szerelmes Nóriba. | 3    |
| András                    | Kovács Tamás                                                | Ügyvéd Békéssynél. Szerelmes Laurába. | 3    |
| Juhász Dénes „professzor” | Haumann Péter                                               | Kriszta édesapja, az uszoda törzsvendége. | 1–2  |
| Kitti                     | Molnár G. Nóra                                              | Artúr volt barátnője. Műkörmös. | 1–2  |
| Rotter Dénes              | Schneider Zoltán                                            | Vivien főnöke. | 2    |
| Aszódiné Ildikó           | Balázs Andrea                                               | Dénes titkárnője. | 2    |
| Gelencsér Feri            | Rajkai Zoltán                                               | Glória férje. | 2    |
| Anett                     | Réti Nóra                                                   | Szandra barátnője, akivel férfiakat fosztanak ki. | 2    |
| Pápai Tomi                | Szalay Bence                                                | Vivi barátja. Tehetséges programozó srác, aki még nem akar felnőni, nem akar felelősséget vállalni. A legszívesebben otthon ül és játszik. Viviennel való szakítása után összejön Pollival, majd eljegyzik egymást. | 1    |
| Polli                     | Eke Angéla                                                  | Karakán, különc lány. Videójátékkal játszik, képregényt gyűjt, úgynevezett geek, Kornél volt barátnője, később Tomi jegyese.                                                                                        | 1    |

### Epizódszereplők
- Ács Eszter – nyertes anya
- Ács Norbert – dr. Zsigmond
- Anger Zsolt – Endrényi
- Bakos Éva – tanárnő
- Ballér Bianka – joggingos nő
- Bánfalvi Eszter – harmincas nő
- Bánfalvy Ágnes – Viktória
- Bányai Kelemen Barna – harmincas férfi
- Bartha Alexandra – kolleganő
- Benkő Claudia – Ancsa
- Béres Miklós – Könyvtáros
- Blahó Gergely – apuka
- Boldog Ágnes – csinos lány
- Czakó Máté – pultos
- Csiby Gergely – nőgyógyász
- Csórics Balázs – Zétény
- Dankó István – kopasz kolléga
- Domokos Zsolt – mentős
- Ecsedi Erzsébet – idős hölgy
- Enyedi Éva – anyakönyvvezető
- Éjjel-nappal Budapest szereplői - bárvendégek (Varga Miklós (ÉNB Joe), Király Péter (ÉNB Gábor) - kidobók)
- Éry-Kovács Zsanna – Kriszti
- Farkas Franciska – rendezőlány
- Fecske Dávid – pincér
- Fehér Dániel – Miki haverja
- Fehérvári Péter – pincér
- Gados Béla – Gábor apja
- Gesztesi Máté – recepciós srác
- Gloviczki Bernát – Gáspár
- Gonda Kata – fiatal nőcske
- Göndör László – Krisz
- Gyulai-Zékány István – szakkommentátor
- Haumann Máté – Feri
- Haumann Petra – Diána
- Hunyadkürti Éva – gyerekruha eladó
- Jámbor József – reptéri dolgozó
- Janicsek Péter – rendőr
- Jerger Balázs – Szabi
- Jerger Barnabás – srác
- Kalmár Zsuzsa – Ramóna
- Kántor Zoltán – Pali
- Katona László – Nándor, Kriszta férje
- Kelemen József – sugardaddy
- Kerekes Viktória – tulajdonos nő
- Kiss Jenő – pap
- Kolnai Kovács Gergely – vendég
- Korpics Dániel – Geek fiú
- Kosynus Tamás – járókelő
- Kovács Gyopár – Vanda
- Kovács Kata Milla – fiatal szőke nő
- Kovács Lehel – Imre
- Kovács Máté – srác a kávézóból
- Kovács Panka – Kitti barátnője
- Kovács Vanda – Anett anyja
- Kurely László – férfi, aki elvesztette a kulcsát
- László Lili – Eszter
- Lestyán Attila – Kristóf
- Linka Péter – Mr. Morgan
- M. Simon Andrea – nyertes anya ügyvédje
- Márfi Márk – Mirko
- Mátrai Lukács Sándor – Dorka új barátja
- Meci Katerina – 5 éves Szandra
- Mertz Tibor – ékszerész
- Meskó Tímea – sajtós
- Mészáros Martin – Gábor barátja
- Mészáros Máté – szakács
- Mikola Gergő – pincér / Zozó
- Némedi Árpád – DJ
- Nagy Dóra – Vali
- Nagy Johanna – egyetemista lány
- Nagy Mari – Gerőné Erzsike, Gábor anyja
- Nagy Péter János – férfi
- Nagyistók Edit – asszisztens
- Nagyistók Noel – Gaborka
- Páder Petra – Jutka
- Pájer Alma Virág – Edina
- Pálóczi Bence – türelmetlen vendég
- Péter Kata – Emőke
- Pethő Gergő – taxis
- Pogány István – kigyúrt vendég
- Radics Rita – marketinges
- Radnay Csilla – Timi
- Rácz László – kocsmáros
- Regős Simon – Tomi
- Réti Adrienn – Timi
- Rónai Domonkos – DJ
- Rupnik Károly – tanár
- Ruzsik Kata – asszisztens
- Sebestyén Jakab – Rodrigó
- Sütő András – szakkommentátor
- Szabó Emília – Klári
- Szabó Kimmel Tamás – bróker
- Szacsvai István – ügyfél
- Széll Attila – öltönyös férfi
- Szirtes Balázs – Misi
- Szitás Barbara – ötvenes nő
- Sztarenki Pál – ötvenes férfi
- Szűcs Krisztina – bírónő
- Tar Dániel – Marci
- Tar Renáta – eladó
- Tárnok Marica – bábművész
- Teszárek Csaba – István
- Tolnai Hella – Klári
- Tolnai Klára – nővér
- Tóth András Ernő – eladó
- Tóth Péter – ügyfél
- Tóth Zsófi – Ágó
- Trecskó Zsófia – Abigél
- Tzafétás Benjámin – kardigános férfi
- Ullmann Mónika – üzletvezetőnő
- Valiszka László – karót nyelt férfi
- Varga Norbert – műszakvezető
- Vass György – fogorvos
- Végh Zsolt – nyomozó
- Vicei Zsolt – árus

## Epizódok
| Évad | Évad | Részek száma | Részek száma | Eredeti sugárzás  | Eredeti sugárzás  | Eredeti adó |
| Évad | Évad | Részek száma | Részek száma | Évadbemutató      | Évadzáró          | Eredeti adó |
| ---- | ---- | ------------ | ------------ | ----------------- | ----------------- | ----------- |
|      | 1.   | 8            | 8            | 2020. április 12. | 2020. december 5. |             |
|      | 2.   | 10           | 10           | 2021. február 28. | 2021. május 2.    |             |
|      | 3.   | 10           | 10           | 2023. január 18.  | 2023. március 22. |             |

### Első évad (2020)
Az első évad április 12-én 19 órakor kezdődött. A koronavírus-járvány miatt az évad televíziós vetítését megszakították, a sorozat helyére a Maradj haza magadnak! című új reality és a Segítség! Itthon vagyok! című vígjáték került.
Mivel az RTL Most+-ra a további epizódok már az előre tervezett vetítési időpontban felkerültek, így online a teljes évad elérhető volt már 2020 tavaszán. A televízióban a vetítéseket csak 2020. október 24-től folytatták.
| Sor. | Év. | Cím     | Rendező         | Író                          | Premier            | Nézettség |
| ---- | --- | ------- | --------------- | ---------------------------- | ------------------ | --------- |
| 1.   | 1.  | 1. rész | Herczegh Attila | Köbli Norbert & Csurgó Csaba | 2020. április 12.  | 1 032 000 |
| 2.   | 2.  | 2. rész | Herczegh Attila | Köbli Norbert & Csurgó Csaba | 2020. október 24.  | 368 000   |
| 3.   | 3.  | 3. rész | Herczegh Attila | Köbli Norbert & Csurgó Csaba | 2020. október 31.  | 330 000   |
| 4.   | 4.  | 4. rész | Herczegh Attila | Köbli Norbert & Csurgó Csaba | 2020. november 7.  | 463 000   |
| 5.   | 5.  | 5. rész | Herczegh Attila | Köbli Norbert & Csurgó Csaba | 2020. november 14. | 389 000   |
| 6.   | 6.  | 6. rész | Herczegh Attila | Köbli Norbert & Csurgó Csaba | 2020. november 21. | 466 000   |
| 7.   | 7.  | 7. rész | Herczegh Attila | Köbli Norbert & Csurgó Csaba | 2020. november 28. | 391 000   |
| 8.   | 8.  | 8. rész | Herczegh Attila | Köbli Norbert & Csurgó Csaba | 2020. december 5.  | 482 000   |

### Második évad (2021)
A második évadot 2021. február 28-án mutatták be, és vasárnaponként sugározta az RTL Klub.
| Sor. | Év. | Cím      | Rendező                               | Író                          | Premier           | Nézettség |
| ---- | --- | -------- | ------------------------------------- | ---------------------------- | ----------------- | --------- |
| 9.   | 1.  | 1. rész  | Kovács Dániel Richárd                 | Köbli Norbert & Csurgó Csaba | 2021. február 28. | 570 000   |
| 10.  | 2.  | 2. rész  | Kovács Dániel Richárd                 | Köbli Norbert & Csurgó Csaba | 2021. március 7.  | 537 000   |
| 11.  | 3.  | 3. rész  | Kovács Dániel Richárd                 | Köbli Norbert & Csurgó Csaba | 2021. március 14. | 536 000   |
| 12.  | 4.  | 4. rész  | Kovács Dániel Richárd                 | Köbli Norbert & Csurgó Csaba | 2021. március 21. | 575 000   |
| 13.  | 5.  | 5. rész  | Kovács Dániel Richárd & Kovács István | Köbli Norbert & Csurgó Csaba | 2021. március 28. | 551 000   |
| 14.  | 6.  | 6. rész  | Kovács Dániel Richárd & Kovács István | Köbli Norbert & Csurgó Csaba | 2021. április 4.  | 500 000   |
| 15.  | 7.  | 7. rész  | Kovács Dániel Richárd & Kovács István | Köbli Norbert & Csurgó Csaba | 2021. április 11. | 638 000   |
| 16.  | 8.  | 8. rész  | Kovács Dániel Richárd & Kovács István | Köbli Norbert & Csurgó Csaba | 2021. április 18. | 634 000   |
| 17.  | 9.  | 9. rész  | Kovács Dániel Richárd & Kovács István | Köbli Norbert & Csurgó Csaba | 2021. április 25. | 560 000   |
| 18.  | 10. | 10. rész | Kovács Dániel Richárd & Kovács István | Köbli Norbert & Csurgó Csaba | 2021. május 2.    | 546 000   |

### Harmadik évad (2023)
A harmadik évadot 2023. január 18-án mutatta be az RTL+.
| Sor. | Év. | Cím      | Rendező                          | Író                               | Premier           |
| ---- | --- | -------- | -------------------------------- | --------------------------------- | ----------------- |
| 19.  | 1.  | 1. rész  | Szilágyi Fanni és Tasnádi István | Fehér Gáspár                      | 2023. január 18.  |
| 20.  | 2.  | 2. rész  | Szilágyi Fanni és Tasnádi István | Dobinyák Réka és Gasztonyi Kálmán | 2023. január 25.  |
| 21.  | 3.  | 3. rész  | Szilágyi Fanni és Tasnádi István | Szurdi Panni                      | 2023. február 1.  |
| 22.  | 4.  | 4. rész  | Szilágyi Fanni és Tasnádi István | Dobinyák Réka és Gasztonyi Kálmán | 2023. február 8.  |
| 23.  | 5.  | 5. rész  | Szilágyi Fanni és Tasnádi István | Szurdi Panni                      | 2023. február 15. |
| 24.  | 6.  | 6. rész  | Szilágyi Fanni és Tasnádi István | Dobinyák Réka                     | 2023. február 22. |
| 25.  | 7.  | 7. rész  | Szilágyi Fanni és Tasnádi István | Szurdi Panni                      | 2023. március 1.  |
| 26.  | 8.  | 8. rész  | Szilágyi Fanni és Tasnádi István | Soós András                       | 2023. március 8.  |
| 27.  | 9.  | 9. rész  | Szilágyi Fanni és Tasnádi István | Soós András és Gasztonyi Kálmán   | 2023. március 15. |
| 28.  | 10. | 10. rész | Szilágyi Fanni és Tasnádi István | Gasztonyi Kálmán                  | 2023. március 22. |

## Érdekességek
- Scherer Péter és Michl Júlia sorozatbeli karaktereikként szerepeltek a PwC Magyarország nevű, adótanácsadással foglalkozó cég reklámjaiban.
- A 3. évad 5. részében Péter és Glória a Nagykarácsony című filmet nézik a moziban, amiben Scherer Péter is játszik. A jelenet során ezt ők maguk is megemlítik, sőt Glória Scherer Péter egy másik híres szerepére, a Jancsó-filmekből ismert Pepére is utalást tesz.